# Carry On Wayward Son
«Carry On My Wayward Son» — сингл американской рок-группы Kansas, написанный Керри Ливгреном для альбома Leftoverture. В 1977 году песня возглавила 58 позицию в чартах синглов Billboard.
Семидюймовый сингл был сертифицирован RIAA как золотой. Эта версия песни была обрезана до 3:26, тем не менее, будучи единственным синглом группы, попавшим в чарты в Великобритании, заняла там 11-ю позицию.
На всех исходных релизах на стороне «Б» была песня «Questions of My Childhood», позднее песня была переиздана в сборках The Best of Kansas, On the Other Side, The Kansas Boxed Set, The Ultimate Kansas и Sail On: The 30th Anniversary Collection, а также включена в концертные альбомы Two for the Show, Live at the Whisky, King Biscuit Flower Hour Presents Kansas, Dust in the Wind, Device, Voice, Drum и There's Know Place Like Home.